# سافتیز
سافتیز (به انگلیسی: The Softies) گروهٔ موسیقی دونفر است که رز ملبرگ و جن اسبراجا آن را تشکیل می‌دهند، این دو به‌خاطر رویکرد مینیمال‌شان در موسیقی پاپ شناخته می‌شوند.

## تاریخچه
این گروه از سال ۱۹۹۴ به عنوان پروژه‌ای جانبی برای هر دو هنرمند در نظر گرفته شده بود. رز ملبرگ، در کنار پیشرفت به‌عنوان هنرمند مستقل، سابقهٔ همکاری و اجرا با گروه‌های تیگر ترپ، گیز و گو سیلور را نیز دارد. شهرت جن اسبراجا نیز به واسطهٔ حضورش در گروه پریتی فیس بود. اسبراجا کمی پس از کنسرت گروه تیگر ترپ در ساکرامنتو نخستین قدم برای همکاری با ملبرگ را برداشت و پس از پایان فعالیت گروه در ژانویهٔ سال ۱۹۹۴، این همکاری رسمی شد.